# 安藤豊邨
安藤 豊邨（あんどう ほうそん、1951年2月1日 - ）は、日本の書家。現愛知教育大学講師。

## 経歴
愛知県豊田市出身。本名は安藤重光。都留文科大学文学部卒業。1982年に毎日現代書展・会員賞受賞の審査会員となる。1986年に豊田市文化協会を奨励賞受賞。2002年に文化庁所管の国井誠海賞を受賞。2004年、豊田芸術選奨を受賞。2007年、第59回毎日書道展文部科学大臣賞を受賞。現在は日本刻字協会理事長・豊田書道連盟理事長・日本書道協会評議員・愛知教育大学の講師を務める。家族には、家族は妻と2男。